# Salvatore Quasimodo
Salvatore Quasimodo (20. srpna 1901, Modica – 14. června 1968) byl italský překladatel a básník. V roce 1959 byl oceněn Nobelovou cenou za literaturu.

## Biografie
V roce 1908 se rodina kvůli otcovu železničářství přestěhovala do Messiny, kde bydleli v odstaveném železničním voze na slepé koleji. Už v dobách povinné školní docházky začal Quasimodo psát svoji první poezii a prózu. Společečně s přáteli založil časopis Nuovo Giornale Letterario, kterého však vyšlo jen málo čísel. Po získání diplomu na matematicko-fyzikálním technickém institutu v roce 1919 odešel do Říma, kde se zapsal na univerzitu – polnohospodářskou fakultu. Zlé ekonomické poměry mu však zabránily v pokračování studia. Žil v chudobě a věnoval se různé činnosti. Psal a publikoval, pracoval jako technický kreslič a jako prodavač v železářství. Právě z Říma vyšla jeho první sbírka básní Acque e terre a po ní druhá sbírka Oboe sommerso. Díky pobytu v Římě poznal mnoho tehdy významných básníků, jako např. Eugenio Montale, Elio Vittorini a dalších.
V roce 1940 se přestěhoval do Milána a v roce 1941 začal působit na tamní konzervatoři jako profesor italské literatury, kterou vyučoval až do své smrti v roce 1968. Po smrti první manželky se oženil podruhé. V letech 1960–1968 cestoval po Evropě a USA. Jeho dílo je přeloženo do 40 jazyků.

## Dílo
- Seznam děl v Souborném katalogu ČR, jejichž autorem nebo tématem je Salvatore Quasimodo
- Acque e terre – 1930
- Oboe sommerso – 1932
- Erato e Apollion – 1936
- Poesie (antologie) – 1938
- Lirici greci (překlad) – 1939–1940
- Ed è subito sera – 1942
- Giorno dopo giorno – 1947
- La vita non è un sogno – 1949
- Il falso e vero verde – 1954
- La terra impareggiabile – 1958
- Dare e avere – 1966